# 嵇璇
嵇璇（？—？），中國清朝官員，江蘇長洲（今蘇州市）人。
監生出身。任職臺灣府諸羅縣笨港縣丞。乾隆十九年（1754年）署任鳳山縣知縣。乾隆二十一年（1756年）前後，又署諸羅縣知縣。